# Єременко Іван Семенович
Іван Семенович Єременко (нар. 1921, Сумська область — ?) — український радянський діяч, голова виконавчого комітету Сумської обласної сільської ради депутатів трудящих (1963—1964 рр.). Депутат Верховної Ради УРСР 6-го скликання.

## Життєпис
Член ВКП(б). Перебував на відповідальній радянській і партійній роботі.
До березня 1959 року — 1-й секретар Глинського районного комітету КПУ Сумської області.
У 1959 — травні 1961 року — завідувач відділу адміністративних і торговельно-фінансових органів Сумського обласного комітету КПУ.
У березні 1961 — квітні 1962 року — начальник Сумського обласного управління заготівель.
У квітні 1962 — січні 1963 року — начальник Охтирського територіального виробничого колгоспно-радгоспного управління Сумської області.
У січні 1963 — грудні 1964 року — голова виконавчого комітету Сумської сільської обласної ради депутатів трудящих.
У грудні 1964 — 18 вересня 1970 року — секретар Сумського обласного комітету КПУ з питань промисловості.

## Нагороди
- орден Трудового Червоного Прапора (26.02.1958)
- ордени
- медалі